# اغوزکنا

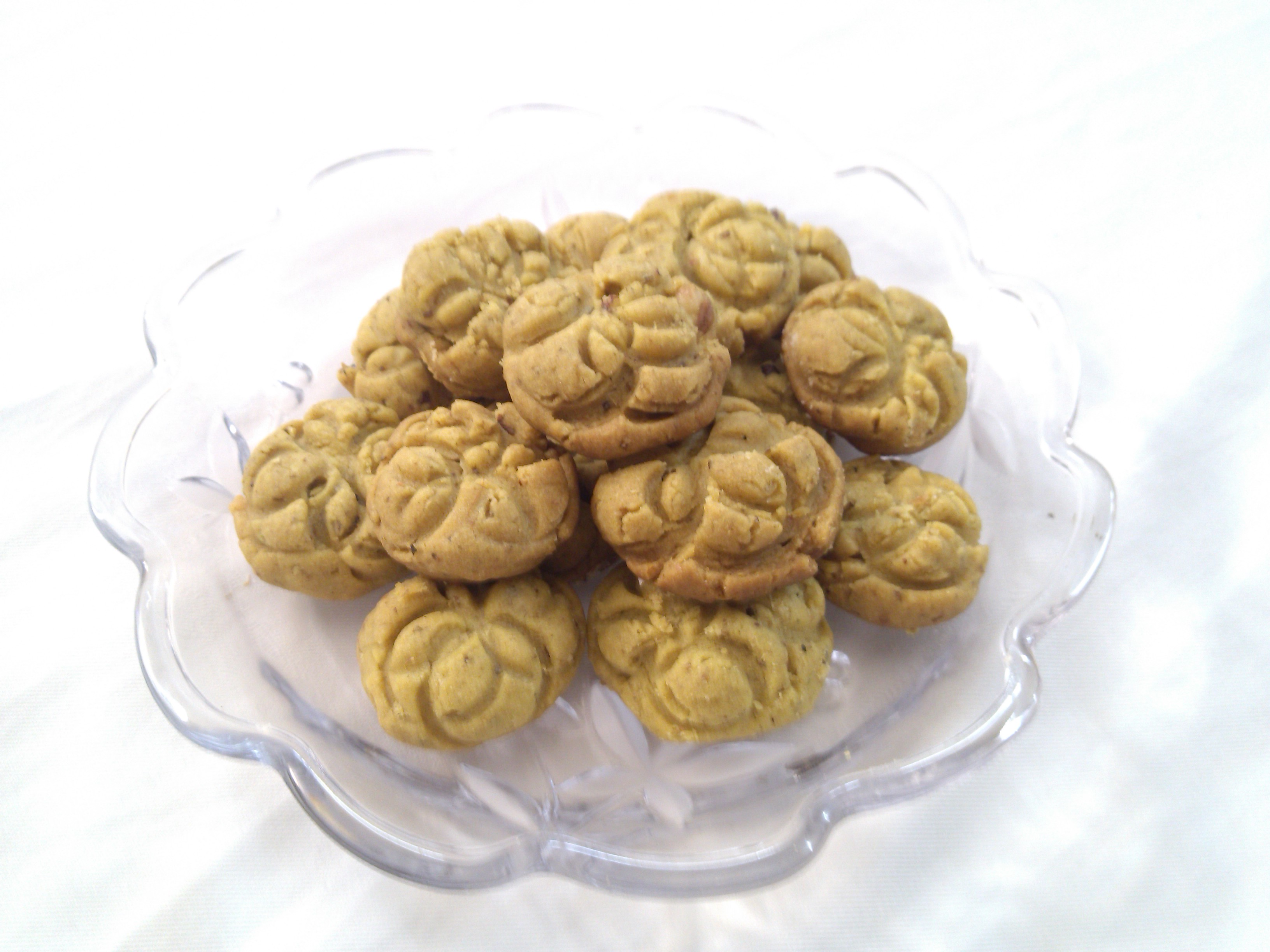
آغوزکنای خانگی

اغوزکنا یا اغوزنون نوعی شیرینی سنتی مازندران است. در این نوعی شیرینی آرد گندم، شیر، تخم مرغ و شکر را با هم مخلوط نموده سپس لای خمیر را گردو می‌گذارند.